# Maccabi Tel Aviv B.C. 2003-2004
Questa voce raccoglie le informazioni riguardanti il Maccabi Tel Aviv B.C. nelle competizioni ufficiali della stagione 2003-2004.

## Stagione
La stagione 2003-2004 del Maccabi Tel Aviv B.C. è la 50ª nel massimo campionato israeliano di pallacanestro, la Ligat ha'Al.

## Roster
Aggiornato al 27 luglio 2020
| Maccabi Elite Tel Aviv 2003-04 | Maccabi Elite Tel Aviv 2003-04 |
| Giocatori                      | Staff tecnico                  |
| ------------------------------ | ------------------------------ |

| N. | Naz.                                        | Ruolo | Nome                 | Anno | Alt.   | Peso   |  |
| -- | ------------------------------------------- | ----- | -------------------- | ---- | ------ | ------ |  |
| 4  | Israele (bandiera)                          | P     | Avi Ben-Chimol       | 1985 | 194 cm | 90 kg  |  |
| 5  | Stati Uniti (bandiera)                      | AG    | Maceo Baston         | 1976 | 208 cm | 104 kg |  |
| 6  | Stati Uniti (bandiera) · Israele (bandiera) | G     | Derrick Sharp (C)    | 1971 | 183 cm | 84 kg  |  |
| 7  | Croazia (bandiera)                          | C     | Nikola Vujčić        | 1978 | 211 cm | 108 kg |  |
| 8  | Stati Uniti (bandiera)                      | GA    | Anthony Parker       | 1975 | 198 cm | 98 kg  |  |
| 9  | Israele (bandiera)                          | AG    | Gur Shelef           | 1974 | 204 cm |        |  |
| 10 | Israele (bandiera)                          | G     | Tal Burstein         | 1980 | 198 cm | 95 kg  |  |
| 11 | Israele (bandiera)                          | G     | Yotam Halperin       | 1984 | 193 cm | 90 kg  |  |
| 12 | Israele (bandiera)                          | AC    | Yoav Saffar          | 1975 | 206 cm |        |  |
| 13 | Lituania (bandiera)                         | P     | Šarūnas Jasikevičius | 1976 | 192 cm | 90 kg  |  |
| 14 | Croazia (bandiera)                          | C     | Bruno Šundov         | 1980 | 221 cm | 120 kg |  |
| 15 | Stati Uniti (bandiera) · Israele (bandiera) | AG    | Deon Thomas          | 1971 | 204 cm | 108 kg |  |
| 16 | Russia (bandiera) · Israele (bandiera)      | C     | Anton Kazarnovski    | 1985 | 206 cm | 100 kg |  |
| 33 | Stati Uniti (bandiera) · Israele (bandiera) | AP    | David Bluthenthal    | 1980 | 201 cm | 104 kg |  |

| Allenatore                                                                        |
| - Pini Gershon                                                                    |
| Assistente/i                                                                      |
| - / David Blatt - Dan Shamir Legenda - (C) Capitano - (IN) Inattivo - Infortunato |

## Mercato

### Sessione estiva
| Acquisti | Acquisti             | Acquisti        | Acquisti   | Acquisti |
| R.       | Nome                 | da              | Modalità   |          |
| -------- | -------------------- | --------------- | ---------- | -------- |
| AG       | Maceo Baston         | Toronto Raptors | definitivo |          |
| AG       | Deon Thomas          | Türk Telekom    | definitivo |          |
| GA       | Anthony Parker       | Virtus Roma     | definitivo |          |
| P        | Šarūnas Jasikevičius | Barcellona      | definitivo |          |

| Cessioni | Cessioni      | Cessioni           | Cessioni       | Cessioni |
| R.       | Nome          | a                  | Modalità       |          |
| -------- | ------------- | ------------------ | -------------- | -------- |
| AP       | Quincy Lewis  | Minnesota T'wolves | fine contratto |          |
| C        | Hüseyin Beşok | Šibenik            | fine contratto |          |
| P        | Beno Udrih    | Avtodor Saratov    | fine contratto |          |
| AG       | Marcus Goree  | Gran Canaria       | fine contratto |          |
| G        | Lior Lubin    | Hapoel Tel Aviv    | fine contratto |          |
| G        | Doron Sheffer | H. Gerusalemme     | fine contratto |          |
| AP       | Erez Kohanski | Mac. Rishon LeZion | fine contratto |          |

### Dopo l'inizio della stagione
| Acquisti | Acquisti     | Acquisti        | Acquisti         | Acquisti   |
| R.       | Nome         | da              | Data             | Modalità   |
| -------- | ------------ | --------------- | ---------------- | ---------- |
| C        | Bruno Šundov | Gary Steelheads | 24 febbraio 2004 | definitivo |

| Cessioni | Cessioni          | Cessioni           | Cessioni         | Cessioni       |
| R.       | Nome              | a                  | Data             | Modalità       |
| -------- | ----------------- | ------------------ | ---------------- | -------------- |
| C        | Anton Kazarnovski | Ramat HaSharon     | 24 febbraio 2004 | prestito       |
| C        | Bruno Šundov      | Verviers-Pepinster | 5 maggio 2004    | fine contratto |